# Sur le fil du scalpel
Pour plus de détails, voir Fiche technique et Distribution.
Sur le fil du scalpel (Jack's Back) est un film américain réalisé par Rowdy Herrington, sorti en 1988.

## Synopsis
À Los Angeles, un jeune docteur est suspecté d'être le responsable d'une série de crimes commis par un copycat de Jack l'Éventreur. Mais ce jeune docteur est lui aussi finalement retrouvé assassiné. Son frère jumeau se met alors à avoir des visions du tueur.

## Fiche technique
- Titre français : Sur le fil du scalpel[1],[2]
- Titre original : Jack's Back
- Réalisation : Rowdy Herrington
- Scénario : Rowdy Herrington
- Musique : Danny Di Paola
- Photographie : Shelly Johnson
- Montage : Harry B. Miller III
- Production : Cassian Elwes (en) & Tim Moore
- Sociétés de production : Cinema Group & Palissades Entertainment
- Société de distribution : Palissades Entertainment
- Pays :  États-Unis
- Langue : Anglais
- Format : Couleur - Mono - 35 mm - 1.85:1
- Genre : Thriller
- Durée : 93 min
- Dates de sortie : 
  - États-Unis : 6 mai 1988
  - France : sorti directement en vidéo en 1989[3]

## Distribution
- James Spader (VF : François Leccia) : John Wesford / Rick Wesford
- Cynthia Gibb (VF : Malvina Germain) : Chris Moscari
- Robert Picardo (VF : Jacques Brunet) : Dr. Carlos Battera
- Rod Loomis (VF : Philippe Dumat) : Dr. Sidney Tannerson
- Rex Ryon (VF : Michel Vigné) : Jack Pendler
- Wendell Wright (VF : Med Hondo) : Le capitaine Walter Prentis
- Chris Mulkey (VF : Jean-Luc Kayser) : Scott Morofsky
- Jim Haynie (VF : Claude d'Yd) : Le sergent Gabriel
- Bobby Hosea : Tom Dellerton
- John Wesley (VF : Mostéfa Stiti) : Sam Hilliard
- Anne Betancourt : Mary
- Danitza Kingsley (VF : Emmanuèle Bondeville) : Denise Johnson

## Distinctions
- Saturn Award 1990
  - Nomination au Saturn Award du meilleur acteur (James Spader)